# Manuscrit Kaufmann
 (mai 2020).
Si vous disposez d'ouvrages ou d'articles de référence ou si vous connaissez des sites web de qualité traitant du thème abordé ici, merci de compléter l'article en donnant les références utiles à sa vérifiabilité et en les liant à la section « Notes et références ».

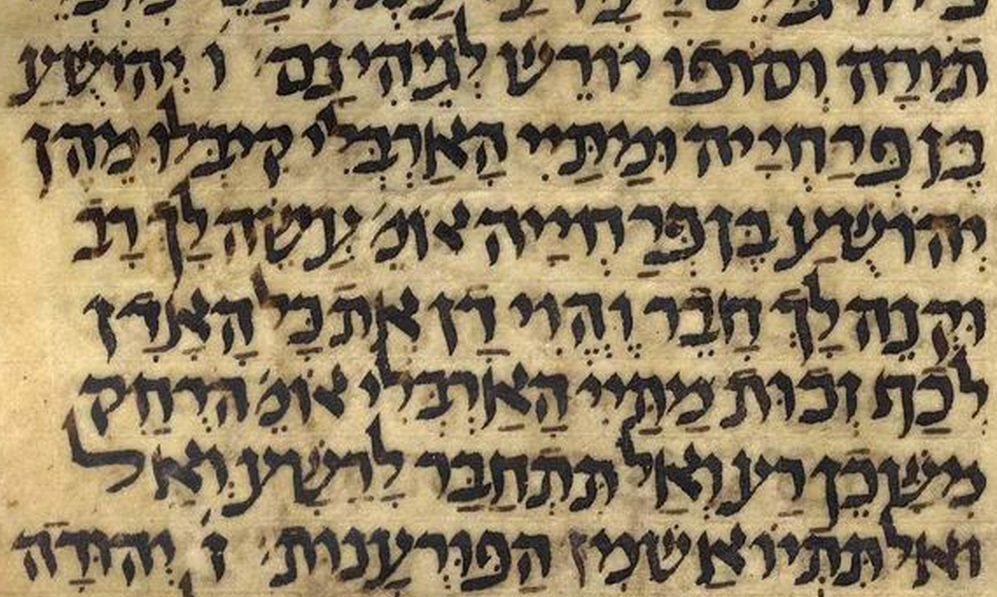
Traité Avot, chapitre 1. On peut lire sur les 2 premières lignes les noms de Nittaï d'Arbel (écrit ici Mattaï) et de Yehoshoua ben Perakhya.

Le manuscrit Kaufmann est un manuscrit hébreu complet de la Mishna. Il fait partie de la collection de David Kaufmann qui se trouve à la bibliothèque de l'académie des Sciences hongroise à Budapest (MS A50).

## Le manuscrit
Dans ce manuscrit figurent les six ordres de la Mishna. Il a probablement été écrit en terre d'Israël au Xe ou au XIe siècle. Le texte fait apparaître les signes diacritiques (nikkudot). Les lettres et les nikkudot ne sont pas du même auteur. Le manuscrit a été vocalisé quelques siècles après avoir été écrit et la vocalisation a été introduite à partir d'un exemplaire de la Mishna présentant un texte différent de celui du manuscrit Kaufmann. Certains mots du manuscrit sont en effet écrits en écriture pleine alors que les nikkudot sont ajoutés comme si le mot était écrit en écriture défective. Cependant on suppose qu'une seule personne s'est chargée de la vocalisation de tout le manuscrit. L'auteur de cette vocalisation semble appartenir à la tradition sépharade, dans laquelle on intervertit parfois le patah avec le qamats, et le tséré avec le ségol. Même si en général la différence subsiste, on peut trouver צַריך, אַמַה, עומֶד, עושֵה.
Comme l'a montré Ezekiel Kutscher, le manuscrit Kaufmann est le manuscrit de la Mishna le plus exact qui nous soit parvenu. Il conserve les formes originales de la langue de Hazal telle qu'elle était parlé au IIe siècle. Il ne les mélange pas avec les formes bibliques. Cette langue appartient au dialecte occidental de la langue des Sages, c'est-à-dire le dialecte utilisé en Terre d'Israël, et pas au dialecte babylonien.